# Qualita Bourbon
Qualita Bourbon, född 4 juni 2004 i Frankrike, är en fransk varmblodig travhäst. Hon tränades av Jean Baudron och kördes av Jean-Pierre Dubois eller Joseph Verbeeck.
Qualita Bourbon började tävla i augusti 2006 och inledde med andraplats för att sedan ta 13 raka segrar. Hon sprang under sin karriär in 1,5 miljoner euro på 29 starter varav 19 segrar, 3 andraplatser och 3 tredjeplatser. Hon tog karriärens största seger i Grand Prix l'UET (2008).
Hon segrade även i Prix Vourasie (2006), Prix Une de Mai (2006), Prix Gélinotte (2007), Prix Roquépine (2007), Critérium des Jeunes (2007), Prix Guy Deloison (2007), Prix Uranie (2007), Prix de l'Étoile (2007), Prix Annick Dreux (2007), Prix de Sélection (2008), Prix Paul Leguerney (2008), Prix Gaston de Wazières (2008), Prix Guy Le Gonidec (2008) och Critérium Continental (2008) samt på andraplats i Critérium des 3 ans (2007), Prix Charles Tiercelin (2008) och på tredjeplats i Critérium des 4 ans (2008), Grand Prix Federation Regionale du Nord (2008) och Prix d'Amérique (2009).
Hon är halvsyster med toppstoet Mara Bourbon född (2000) och Sam Bourbon född (2006) genom stoet Etta Extra.

## Avelskarriär
Hon har lämnat stjärnhästen Fabulous Wood född 2015.

## Statistik
| Statistik för Qualita Bourbon (Ref.) | Statistik för Qualita Bourbon (Ref.) | Statistik för Qualita Bourbon (Ref.) | Statistik för Qualita Bourbon (Ref.) | Statistik för Qualita Bourbon (Ref.) | Statistik för Qualita Bourbon (Ref.) |
| ------------------------------------ | ------------------------------------ | ------------------------------------ | ------------------------------------ | ------------------------------------ | ------------------------------------ |
| Starter                              | Placeringar                          | Startprissumma                       | Segerprocent                         | Platsprocent                         | Rekord                               |
| 29                                   | 19-3-3                               | 1 538 050 euro                       | 66 %                                 | 86 %                                 | 1.12,3ak,                            |

### Större segrar
| År   | Lopp                    | Kusk               | Vinstbelopp | Grupp   |
| ---- | ----------------------- | ------------------ | ----------- | ------- |
| 2006 | Prix Vourasie           | Jean-Pierre Dubois | 30 000 EUR  | Grupp 3 |
| 2006 | Prix Une de Mai         | Jean-Pierre Dubois | 50 000 EUR  | Grupp 2 |
| 2007 | Prix Gélinotte          | Jean-Pierre Dubois | 50 000 EUR  | Grupp 2 |
| 2007 | Prix Roquépine          | Jean-Pierre Dubois | 50 000 EUR  | Grupp 2 |
| 2007 | Critérium des Jeunes    | Jean-Pierre Dubois | 80 000 EUR  | Grupp 1 |
| 2007 | Prix Guy Deloison       | Jean-Pierre Dubois | 50 000 EUR  | Grupp 2 |
| 2007 | Prix Uranie             | Jean-Pierre Dubois | 50 000 EUR  | Grupp 2 |
| 2007 | Prix de l'Étoile        | Jean-Pierre Dubois | 120 000 EUR | Grupp 1 |
| 2007 | Prix Annick Dreux       | Jean-Pierre Dubois | 60 000 EUR  | Grupp 2 |
| 2008 | Prix de Sélection       | Jean-Pierre Dubois | 120 000 EUR | Grupp 1 |
| 2008 | Prix Paul Leguerney     | Jean-Pierre Dubois | 55 000 EUR  | Grupp 2 |
| 2008 | Prix Gaston de Wazières | Jean-Pierre Dubois | 55 000 EUR  | Grupp 2 |
| 2008 | Prix Guy Le Gonidec     | Joseph Verbeeck    | 55 000 EUR  | Grupp 2 |
| 2008 | Grand Prix l'UET        | Joseph Verbeeck    | 230 000 EUR | Grupp 1 |
| 2008 | Critérium Continental   | Joseph Verbeeck    | 120 000 EUR | Grupp 1 |